# Overland Automobile Company

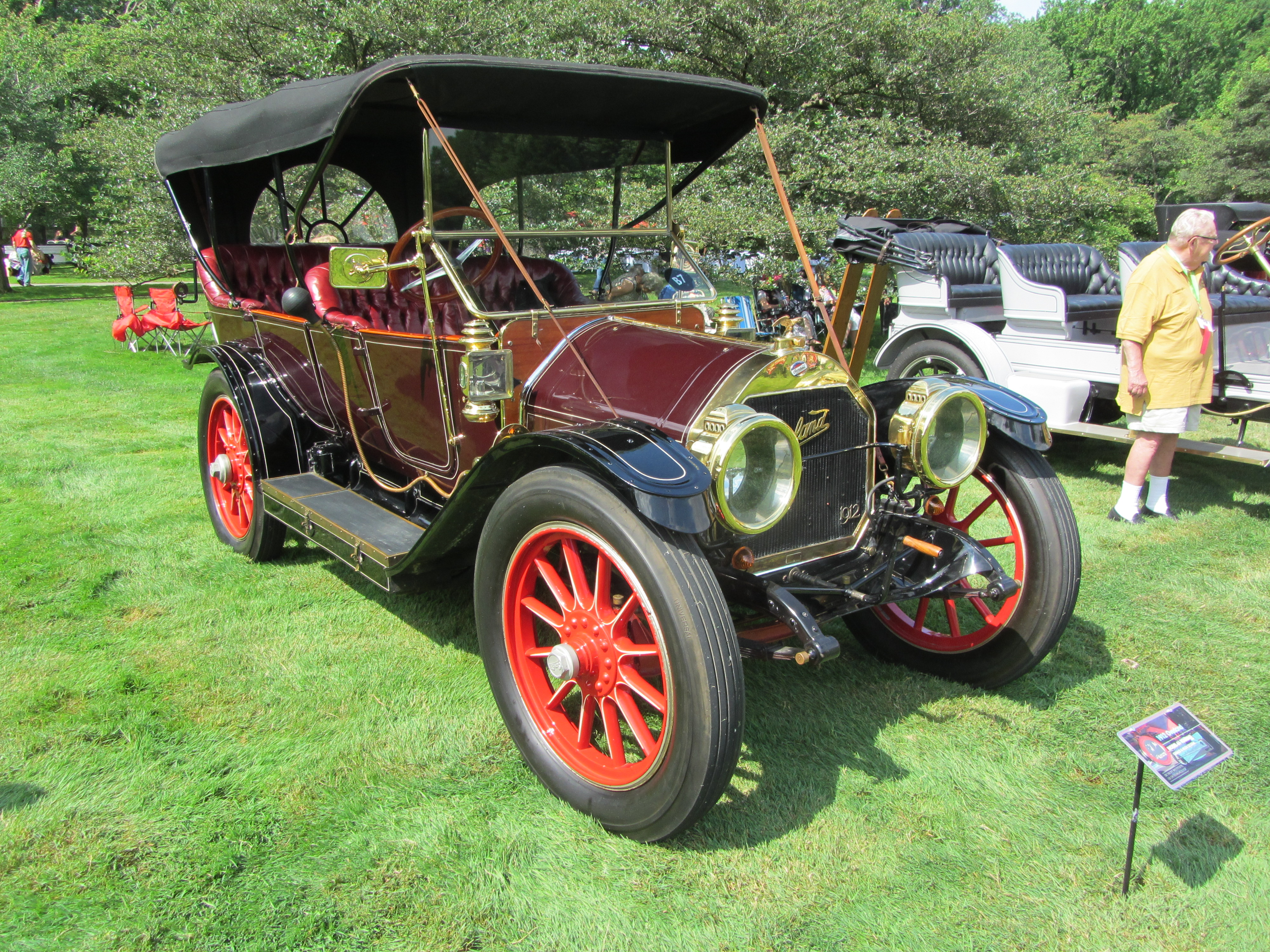
Overland 59 Touring

La Overland Automobile Company fue una empresa fabricante de automóviles establecida en el año 1905, en la localidad de Indianápolis, Estados Unidos. La misma fue fundada por el industrial Claude Cox, quien la estableció sobre la previamente fundada Standard Wheel Company, que había sido establecida en 1902 en la ciudad de Terre Haute.
La producción inicial de la Standard Wheel consistió en el armado y desarrollo de automóviles con motores monocilíndricos. Con la conversión de la Standard Wheel a la Overland Automobile, la producción pasó a ser de vehículos con motores de 4 cilindros. Sin embargo, la producción de Overland finalizó en 1908, tras una serie de inconvenientes en los plazos de producción que terminaron derivando en su compra por parte del empresario John North Willys, quien renombró a la compañía como Willys-Overland Motors. A pesar de esta adquisición, la marca Overland continuó su producción bajo el ala de Willys hasta fines de la década del '30, cuando fue totalmente sustituida por la marca Willys.

## Historia

### Standard Wheel Company
En 1902, en la localidad de Terre Haute estado de Indiana, se estableció la firma Standard Wheel Company, una pequeña empresa especializada en fabricar automóviles monocilíndricos. Sus principales productos fueron el Monocilíndrico de 1902 y los Model 13 y Model 15 de 1903, los cuales fueron conocidos como "runabout". Sin embargo, la firma era muy pequeña y con bajo poder productivo, lo cual permitió al industrial Claude Cox hacerse fácilmente de sus acciones en 1905, fundando una nueva compañía sobre sus cimientos.

### Claude Cox y la Overland Automobile Company
Claude Cox fue un industrial graduado del Rose Polytechnic Institute (hoy Instituto de Tecnología Rose-Hulman) quien se empleó como obrero de la Standard Wheel. En 1903, mientras se encontraba en Terre Haute, fundó la marca Overland Automotive como subsidiaria de la Standard Wheel. Sin embargo, su participación dentro de la empresa comenzó a expandirse, al punto tal de serle aprobado un proyecto para trasladar la empresa hacia Indianápolis, donde se estableció en 1905, redenominándola como Overland Automobile Company. En esta etapa, comenzaron los estudios de factibilidad para la producción de modelos con motores de 4 cilindros. Sin embargo, al igual que su predecesora, la producción de la Overland Automobile tampoco duró mucho tiempo, ya que tras una serie de inconvenientes que repercutieron como consecuencia de incumplimientos en los plazos de entrega de sus productos, la compañía fue adquirida en 1908 por el empresario John North Willys, quien constituyó sobre su base la Willys-Overland Motors en 1912.

### Overland bajo el ala de Willys
A pesar de la compra de la Overland por parte de John Willys, esta firma marca se mantuvo en producción aun después de la constitución en 1912 de la Willys-Overland Motors. En 1908, fueron presentados los primeros modelos conocidos como Overland 24, los cuales eran equipados con motores de 4 cilindros en línea. A este modelo lo sucedieron los modelos 31, 31, 32 y 34 en 1909, mientras que en 1910 se producía la primera versión del Modelo 38. En este último año, la marca Overland da un salto de calidad al presentar su primer impulsor de 6 cilindros en línea, el cual fue aplicado a la "gama 40" (Model 40, Model 41 y Model 42). En 1911, se produjo la aparición del modelo más diverso de la marca, el Model 59. Este modelo, estaba disponible en versiones R, Roadster, Speedster y Touring. 
Luego de estas presentaciones, llegarían más modelos como el Model 69 (que llegó a presentar una versión pickup), el Model 79 (que presentó la primera carrocería cerrada para un coche de la marca en la versión Opera Coupé), el Model 80 y varios más. Tras haberse sobrepuesto a la crisis de 1920, finalmente Willys dispuso el final de la producción de la marca Overland sobre finales de la década del '20, siendo la gama Model 93 la última en ser presentada en el año 1926.